# Humberto de Alencar Castelo Branco
Humberto de Alencar Castelo Branco (20. prosince 1900 Messejana – 18. července 1967 Ceará) byl brazilský voják a politik, prezident republiky v letech 1964–1967. De facto zakladatel vojenské diktatury. K moci se dostal vojenským státním převratem.

## Životopis
Do armády Castelo Branco vstoupil v roce 1918 a během druhé světové války bojoval v brazilském expedičním sboru v Itálii. Po válce se věnoval válečné teorii a roku 1963 se stal náčelníkem generálního štábu. O rok později byl jmenován maršálem. Roku 1964 byl jedním z vůdců puče, jenž ukončil druhou brazilskou republiku, a 15. dubna se stal prezidentem Brazílie. Ačkoli se zpočátku snažil o návrat k demokracii, byla pozdní léta jeho vlády ve znamení autoritářského kurzu, který měl upevnit moc vládnoucí junty. Zemřel při leteckém neštěstí asi půl roku po ukončení svého prezidentství.

## Vyznamenání
- velkodůstojník Řádu avizských rytířů – Portugalsko, 12. října 1945[1][2]
- velkokříž s řetězem Řádu prince Jindřicha – Portugalsko, 21. července 1964[1][2]
- velkokříž Řádu čestné legie – Francie, 14. října 1964
- velkokříž s řetězem Řádu zásluh o Italskou republiku – Itálie, 8. září 1965[3]